# Milk Inc.
Pour les articles homonymes, voir Milk.
Milk Inc.   est un groupe belge de musique électronique composé des producteurs Regi Penxten, Filip Vandueren et de la chanteuse Linda Mertens. Le groupe est connu pour ses hits internationaux comme Walk on Water, In My Eyes et I Don't Care en duo avec Silvy De Bie du groupe Sylver, mais également La Vache, Livin' A Lie ou encore le tube Sunrise.
Leur remix de Last Night A DJ Saved My Life s'est classé 77e aux charts français, il est issu de l'album Undercover.

## Historique

### Période 1995-2000
- 1995-1997 :

Milk Incorporated voit le jour en 1996 comme projet studio qui sortira rapidement un premier opus sous un label underground. Un an plus tard vient le single La Vache, qui connaît principalement un succès en France et au Royaume-Uni.
La chanteuse Jade 4 U et le producteur de Milk Incorporated entament une série de performances au Royaume-Uni ainsi qu'en France, au vu de leur succès avec le titre La Vache, la maison de disques française décida de renommer le groupe « LaVache ».
En octobre 1997, le groupe sort son second single Free Your Mind, seulement étant donné que la chanteuse Jade 4 U appartenait à un autre groupe elle fut remplacée par Sofie Winters.
- 1998 :

En février 1998 le troisième titre du groupe s'intitule Inside of Me, Sofie Winters est remplacée par Ann Vervoort.
En mars 1998, le premier album du groupe LaVache est commercialisé en France sous le nom Apocalyps Cow (La Vache) L'album. C'est en décembre 1998 que le groupe va connaître un gros hit avec In My Eyes, le titre est fortement apprécié en Belgique. Le succès n'étant pas au rendez-vous en France, la maison de disques décida de stopper l'aventure Milk Inc. avec la France et se concentrer sur la Belgique et quelques autres pays. De plus, le clip de Inside of Me, jugé trop « morbide », ne sera pas diffusé en France.
- 1999 :

En mars 1999, le titre Promise sort et se porte plutôt bien dans les charts, l'album Apocalypse Cow sortira en Belgique peu de temps après puis le titre Oceans en sera extrait comme cinquième single. En fin d'année sort Losing Love, sixième single, et le groupe gagnera même un TMF Awards pour le meilleur groupe dance national. En décembre 1999, pour un show pour TMF avec d'autre artistes, Milk Inc. offre un inédit spécial noël Alone At Christmas.

### Période 2000-2006
- 2000-2001 :

L'année 2000 marque un changement majeur dans l'ère du groupe Milk Inc. ; en avril 2000 le titre Walk On Water sort et devient un hit incontournable, mais un mois après, en mai 2000, Ann Vervoort (chanteuse) décide de quitter le groupe et de partir avec son compagnon à Ibiza pour créer une maison de disques, elle quitte donc le groupe officiellement le 15 septembre 2000. Regi Penxten (producteur) recherche donc activement une nouvelle chanteuse. C'est durant le show Hitkracht et la performance d'un nouveau titre Land of The Living que la nouvelle chanteuse est présentée : Linda Mertens.
Au mois de novembre 2000 le deuxième album du groupe sort, il s'intitule Land Of The Living. En février 2001 le single Livin' A Lie débarque, suivi de Never Again. Le groupe remporte deux TMF Awards, Best Dance National et Best Video National, lors de ce show ils présentent le nouveau titre Wide Awake qui sortira début novembre 2001 accompagné d'un album compilation.
- 2002-2003 :

En mai 2002, Milk Inc. sort le titre Sleepwalker et commence à conquérir le Royaume-Uni avec le titre In My Eyes qui atteint le Top 10. Le groupe décide de faire un clip pour Walk on Water pour le Royaume-Uni, s'ensuivra la commercialisation de l'album éponyme Milk Inc.
Lors des TMF Awards vers le mois d'octobre, le groupe remporte encore uns distinction et interprète son nouveau titre Breathe Without You.
En avril 2003, un nouveau single est présenté il s'agit du titre Time puis en septembre sort le titre The Sun Always Shines On TV reprise du groupe A-Ha. Le groupe sera récompensé lors des TMF Awards et livrera une performance d'ouverture exclusive et puissante avec Insomnia de Faithless en compagnie des groupes Sylver et Lasgo. Le 6 octobre, leur nouvel album Closer est commercialisé. Ils performeront[Quoi ?] en Pologne, Allemagne, Espagne et feront beaucoup de shows tv durant cette année, une des meilleures années pour le groupe.
- 2004-2005 :

En début d'année 2004, The Sun Always Shines On TV est distribué en Allemagne, en Suisse et en Australie. Leur prochain single est I Don't Care en duo avec la chanteuse Silvy du groupe Sylver et arrive en 3e position dans les charts belges. Le groupe se produira aux États-Unis, Russie, et au Royaume-Uni, The Sun Always Shines on Tv sera commercialisé avec deux remixes. Le 31 mai 2004, le site officiel Milkinc.be ouvre ses portes contenant un maximum d'infos sur le groupe et un agenda est tenu à jour régulièrement afin de savoir où le groupe se produira.
En septembre, le puissant Whisper débarque et se classe directement numéro un des charts puis ils reçoivent lors des TMF Awards le prix Best Dance Act et un Award d'honneur pour leur carrière, le Life Time Achievement Award.
Le 1er DVD avec tous leur clips ainsi que des sessions acoustiques en studio est commercialisé suivi d'une très bonne promotion (nombreuses émissions).
En mars 2005, Milk Inc. revient avec le titre Blind, parallèlement en juin le titre Time sort aux États-Unis, s'ensuit un été très chargé en concerts notamment en Belgique mais aussi à l'étranger.
Lors des TMF Awards en octobre 2005, Milk Inc. présente leur nouveau single Go To Hell suivi d'un album « Best of » : Milk Inc. Essential.

### Période 2006 à aujourd'hui
- 2006 :

L'année 2006 fut une année spéciale pour le groupe, tout d'abord en juin leur nouveau titre reprise Tainted Love devient un hit et le groupe annonce un concert exceptionnel intitulé Supersized pour leurs dix ans de carrière le 30 septembre 2006 au Sportpaleis à Anvers, l'occasion pour les fans de voir en live le groupe reprenant les nombreux hits qui les ont fait connaître au public.
Le nom du concert fait référence à leur 4e et nouvel album qu'ils sortiront après l'été avec leur nouveau single Run extrait de cet album, en septembre arrive donc le concert Supersized, à la fin du concert, ils annoncent le prochain concert en 2007 Supersized 2, à partir de ce moment Milk Inc. commence l'habitude de faire des concerts en septembre au Sporptaleis.
Un DVD du concert Supersized est sorti en fin d'année 2006, une diffusion sur la chaîne belge JimTV, ainsi qu'une ré-édition de l'album Supersized CD + DVD du concert. Et enfin le nouveau single n'est autre que No Angel, le clip sera d'ailleurs la performance du concert.
- 2007:

Le début 2007 pour le groupe est synonyme de récompense en recevant un disque d'or pour leur album Supersized, l'année 2007 marque aussi un changement pour le groupe, en effet ils décident de quitter leur maison de disques Antler Subway-EMI pour se diriger vers ARS Entertainment filiale d'Universal Music, le premier titre sorti sous la nouvelle maison de disques n'est autre que la bombe Sunrise qui sort en juin, le clip est tourné en Espagne, puis en août le pack CD+DVD Supersized devient disque de platine.
Arrive le mois de septembre et le concert Supersized II où le groupe présente leur nouveau single Tonight ; 3 dates de concerts ont été prévus en septembre 2007 et tous ont été complets.Pour marquer le changement de maisons de disques, Milk Inc. sort une nouvelle compilation qui est devenue après trois semaines disque d'or. Aucun dvd du concert n'est sorti à part quelques extraits sur dvd accompagnés du magazine belge P-Mag.
- 2008 :

Une nouvelle année arrive, c'est en 2008 que Milk Inc. sort leur nouvel album (regroupant le titre Sunrise et Tonight) et single intitulés Forever ; dès la 2e semaine d'exploitation, l'album arrive à la 1re place des charts et y restera pendant près de 8 semaines. Le groupe recevra durant l'été un disque d'or pour leur album.
En septembre 2008 le nouveau single extrait de l'album Forever est Race, évidemment septembre 2008 signifie également le concert Forever au Sportpaleis d'Anvers. Pas moins de 6 dates ont été effectuées ! À la veille du dernier concert, Milk Inc. remporta 3 awards lors des TMF et ont reçu quelques jours après un disque de platine.
En novembre 2008, le groupe commercialise un DVD quasi complet du concert Forever ainsi qu'une édition limitée Album Forever.
Ils obtiennent ainsi une nouvelle fois la 1re place dans les charts pour 2 semaines.
- 2009 :

En 2009, la nouvelle radio MNM (ex Radio Donna) décide pour son lancement de faire voter les gens pour élire la 1re chanson qui sera diffusée et ce n'est autre que la chanson Forever qui a été plébiscité.
Le prochain single du groupe devait être la chanson Guilty mais a finalement été annulé et c'est durant le mois de juillet, lors d'un show, que Milk Inc. présentera leur nouveau single inédit : Blackout, véritable hit puissant, et interprétera leur titre lors de diverses émissions télévisées. Blackout se classera même en 1re place des charts belges.
Arrive le mois de septembre, et les concerts au Sportpaleis d'Anvers, ceux-ci sont intitulés Blackout et sont au nombre de 6 concerts comme l'édition précédente (Forever). C'est lors de ce concert que le groupe livre leur nouveau titre Storm, et l'interprétera lors des TMF Awards en octobre. Aucun DVD du Blackout Show n'est prévu.
- 2010 :

Le 19 février 2010 sort le single Storm, le titre atteint également la 1re place des charts belges et se maintient dans le top 10 les semaines suivantes.
Le 7 mai 2010 signifie l'annonce des nouveaux concerts au mois de septembre et octobre 2010, 5 concerts sont prévus pour le moment, ceux-ci sont intitulés Eclipse avec la participation de guest dont Turbo B, l'ancien rappeur des groupes SNAP (The power, Rhythm is the dancer...) et Centory (Point of no return).
Durant l'été 2010, Milk Inc. nous livre un nouveau single inédit Chasing The Wind, titre moins puissant que Storm et Blackout, qui se retrouvera à la 10e place des charts belges la 1re semaine, et sera vite poussé vers la sortie des charts (en 6 semaines seulement).
Le groupe se retrouve sur la scène du Sportpaleis dès le 24 septembre pour 5 dates avec leur nouveau concert Eclipse, durant ce concert le groupe dévoilera leur futur nouveau single Dance To Forget.
En octobre 2010, Filip Vandueren annonce que le groupe a créé une chanson exclusive pour un album caritatif Te Gek! 4 (dont l'objectif est de soutenir la recherche sur la santé mentale, projet initié par l'institut psychiatrique Sint Annendael de Diest) et le titre s'intitule When The Pain Comes ;
- 2011 :

Le groupe décide de changer de nouveau single et choisit un titre encore inédit Fire. La sortie du single est fixée au 4 février 2011 et la première du clip vidéo se fait le 1er février 2011; s'enchainent les sorties des singles Shadow puis I'll Be There [La Vache] reprise anniversaire du célèbre morceau La Vache premier single du groupe paru en 1997.
De plus, courant janvier on apprend[Comment ?] également que le nouvel album s'intitulera Nomansland et sa sortie est fixée au 25 février 2011.
Le groupe fête ses 15 ans d'existence en 2011 avec une sixième année consécutive de concert au Sportpaleis intitulé : Milk Inc. 15. En octobre 2011 paraît leur compilation anniversaire intitulée Milk Inc - 15 (The Very Best Of).
- 2013 :

Nouvelle consécration pour le groupe : le groupe revient après presque deux ans de préparation, avec un nouvel opus de leur succès fulgurant du titre La Vache avec La Vache 2013.

## Membres du groupe
- Producteurs
  - Regi Penxten
  - Filip Vandueren

- Chant
  - Nikkie van Lierop (alias Jade 4 U) : 1996-1997 : Nikkie vient du groupe Praga Khan, celle-ci participa au titre La Vache, après le succès du titre a eu lieu une tournée en France et en Corse, puis Nikkie quitte le groupe pour se concentrer sur Praga Khan.
  - Sofie Winters : 1997-1998 : Sofie Winters remplace Nikkie Van Lierop après son départ, ainsi Sofie enregistre la chanson Free Your Mind puis à son tour elle quitte le groupe.
  - Ann Vervoort : 1998-2000 : Ann Vervoot, avant Milk Inc, était une danseuse, elle remplace donc Sofie Winters, de nombreuses rumeurs concernant Milk Inc. et la chanteuse Ann Vervoot ont émergé notamment sur le fait que ce n'est pas Ann qui chantait, notamment en Live, mais en réalité il s'agit de la chanteuse Karine Bolaerts. Mi-septembre 2000, Ann Vervoot décide de quitter le groupe pour fonder sa maison de disques Beni Musa Records avec son ami à Ibiza. Décédée le 23 avril 2010, ils vivaient dans la Fazantenstraat à Houthalen-Orient, où l'ex-chanteuse a été retrouvée morte.
  - Linda Mertens : 2000-maintenant : Linda Mertens née le 20 juillet 1978, faisait des études de coiffure puis elle a commencé dans la musique avec son groupe Secret Fantasy. Elle intègre le groupe Milk Inc en demandant à Regi s'ils avaient besoin d'une chanteuse, et après des auditions elle fut sélectionnée. Le début d'une nouvelle ère pour le groupe, Linda fut présentée au public lors d'un show Hitkracht avec le titre Land Of The Living. Depuis Linda s'est complètement intégrée au groupe Milk Inc et elle est un membre indispensable du groupe, de plus elle a prouvé de nombreuses fois qu'elle a une capacité vocale remarquable notamment lors des concerts Supersized I & II.

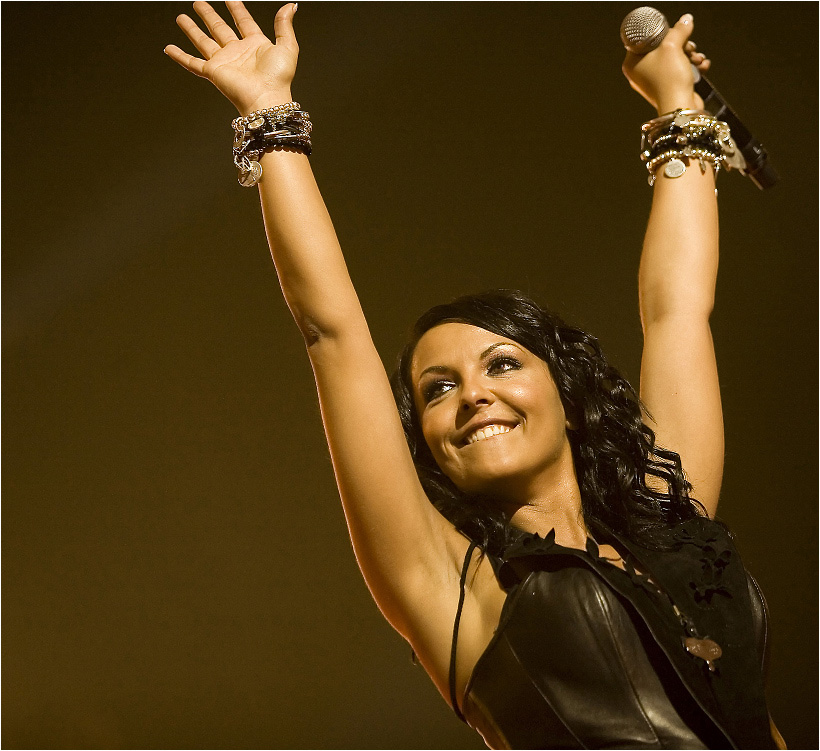
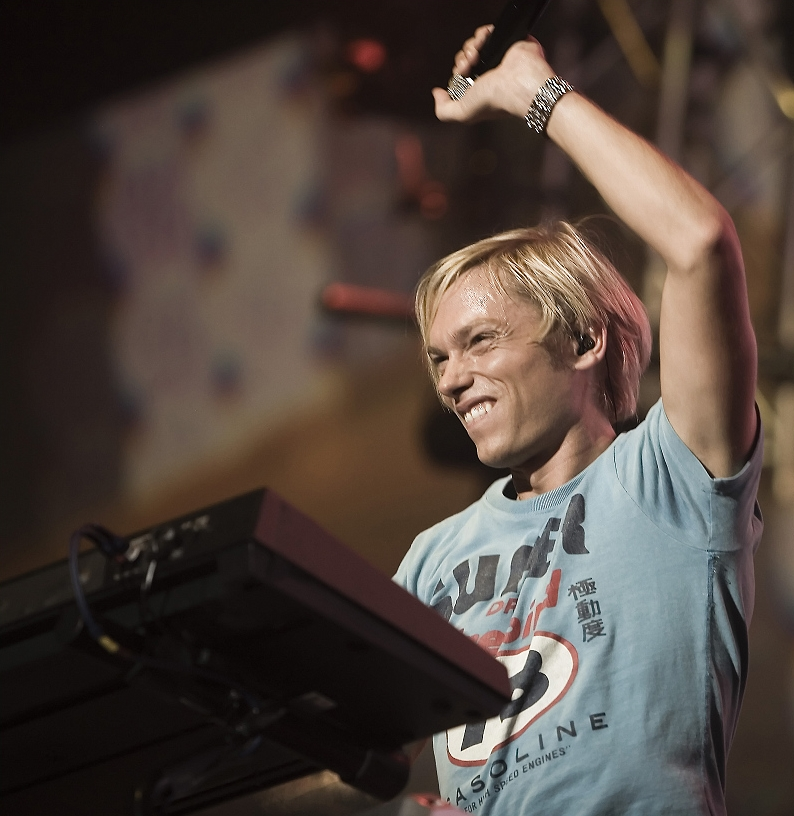

## Discographie

### album

#### Apocalyps Cow
Inside Of Me
- Free Your Mind
- La Vache
- Jezus Loves The Vache
- Dennis
- On Your Own
- La Tétine
- Right There
- Cream
- Positive Cowstrophobia
- Sky Trance
- Da Cause
- La Vache (Vibro-Dwarfs Remix)

#### Apocalypse Cow
- W.O.O.W.
- La Vache
- In My Eyes
- Inside Of Me
- Promise
- On Your Own
- Saxy-Motion
- Boy Meets Girl
- Cream
- Oceans
- In My Eyes (DJ Philip Remix)
- Losing Love
- Oceans (DJ Philip Remix)
- Losing Love (DJ Wout Remix)
- Promise (DJ Philip Remix)
- Oceans (DJ Wout Remix)
- Losing Love (DJ Jan Remix)

#### Double Cream
- Never Again
- Land of the Living
- Walk On Water
- Don't Cry
- Livin' A Lie
- For No Reason
- Sweet Surrender
- Time has stood Still
- Midnight In Africa
- Losing Love
- La vache
- In My Eyes
- Inside of Me
- Promise
- Saxy-Motion
- Boy Meets Girl
- Oceans
- Land of the Living (Kevin Marshall's Trance Remix)

#### Land Of The Living
- Never Again
- Land Of The Living
- Walk On Water
- Don't Cry
- Livin' A Lie
- For No Reason
- Sweet Surrender
- Time Has Stood Still
- Midnight In Africa
- Losing Love
- Land Of The Living (Kevin Marshall's Trance Remix)

#### Closer
- The Sun Always Shines On TV
- Shine On
- Time
- Goodbye Says It All
- I Don't Care
- Wish
- Closer
- Breathe Without You
- November
- Wide Awake
- Nothing To You
- Sleepwalker
- Blown Away
- Maybe
- The Sun Always Shines On Tv (Extdended)
- The Sun Always Shines On Tv (Vandoren Og Vanhoyland Remix)
- Time (Kevin Marshall Rewind Remix)

#### Supersized
- Run
- Tainted love
- No Angel
- Go To Hell
- Answer me
- It's over
- Blind
- Fiction
- Breakin
- Remember
- Whisper
- Secret
- Morning Light
- Things Change

Ce nouvel opus garde bien l'esprit tant apprécié que les fans du groupe adorent, il reprend donc certains titres déjà connus tels que Whisper mais également de nouveaux très entraînants tels que No angel ou Secret.
On retrouve également sur ce nouvel album une superbe reprise du titre mondialement connu Tainted love déjà repris par de nombreux artistes tels que Marilyn Manson.

#### The Best Of
- Sunrise
- Run
- Never again
- Whisper
- Walk on water
- Time
- Breathe without you
- Inside of me
- Sleepwalker
- Livin' A lie
- The sun always shines on TV
- Land of the living
- In my eyes
- Blind
- Promise
- I don't care
- Tainted love
- Oceans
- No angel
- La vache
- Go to hell
- W.O.O.W.
- Cowmen
- Positive Cowstrophobia
- Inside of me (DJ Philip, DJ Wout & DJ Jan Remix)
- In my eyes (DJ Philip Remix)
- Oceans (Pulsedriver Remix)
- Walk on water (Peter Luts Remix)
- Never again (Penxten vs. Vandueren Remix)
- Wide awake (Kevin Marshall Remix)
- Sleepwalker (DJ Philip Remix)
- The sun always shines on TV (Vandoren Og Vanhoyland Remix)
- Whisper (Deep Remix)

#### Forever
- Forever
- Tonight
- Race
- Waste Of Time
- Summer rain
- Sunrise
- Maniac
- With You
- Guilty
- Live Her Life
- Ouch Damn
- Invisible
- Perfect Lie

#### Nomansland
- Can't A Girl Have Fun?
- Fire
- War
- Everything
- Storm
- New Beginning (In Your Arms)
- Shadow
- Throwaway Boy
- Dance 2 Forget
- Nomansland
- Chasing The Wind
- If You Only Knew
- Blackout

#### 15 - The Very Best Of
- La Vache
- Cream
- Free Your Mind
- Inside Of Me
- In My Eyes
- Oceans
- Promise
- Losing Love
- Walk On Water
- Don't Cry
- Land Of The Living
- Livin' A Lie
- Never Again
- Wide Awake
- Sleepwalker
- Breathe Without You
- The Sun Always Shines On TV
- I Don't Care
- Time
- Whisper
- Blind
- Go To Hell
- Run
- No Angel
- Tainted Love
- Sunrise
- Tonight
- Forever
- Race
- Blackout
- Storm
- Chasing The Wind
- Fire
- Shadow
- Dance 2 Forget
- I'll Be There (La Vache)

#### Undercover
- Last Night A DJ Saved My Life
- Wicked Game
- Sweet Child O'Mine
- Imagination
- Your Friend
- Ready To Fly
- Bette David Eyes
- Fairytale Gone Bad
- I Just Died In Your Arms Tonight
- Scared Of Yourself
- We Found Love
- The Fear
- Touch Me
- Ride Like The Wind
- Rain Down On Me
- Broken Strings
- La Vache 2013
- Miracle
- Yes
- Outro

### Video

#### Milk Inc. The DVD
The Acoustic Session:
- Oceans
- Don't Cry
- Walk On Water
- I Don't Care
- Maybe

The Music Video Clips:
- Whisper
- I Don't Care
- The Sun Always Shines On TV
- Time
- Breathe Without You
- Sleepwalker
- Wide Awake
- Never Again
- Livin' A Lie
- Land Of The Living (UK)
- Land Of The Living
- Walk On Water (UK)
- Walk On Water
- Oceans
- In My Eyes
- Inside Of Me
- Free Your Mind
- La Vache
- Walk On Water (Behind The Scenes)

#### Milk Inc. Supersized Live At Sportpaleis
- La vache
- Run
- Sleepwalker
- Blind
- No angel
- I don't care
- No music
- Lonely
- In my eyes
- Whisper
- Saxy-Motion
- Time
- Land of the living
- Tainted love
- Never again
- Oceans (unplugged)
- Walk on water -(unplugged - reprise)
- The sun always shines on tv
- Breathe without you
- Go to hell
- Heaven

#### Milk Inc. Supersized II Best Of
- Breathe Without You
- Tonight
- Lonely
- Sleepwalker
- Girl On Drums/Played-A-Live-LaVache
- Oceans
- Sunrise
- Never Again
- In My Eyes
- Walk On Water

#### Milk Inc. Forever At Sportpaleis
- Forever Begins
- Morning Light
- Tonight
- Breathe without you
- Race
- Sunrise
- Guilty
- Oceans
- No Music
- Lonely
- Maniac
- Blind
- In My Eyes
- Whisper
- Saxy Motion
- [Coming Down]
- No Angel
- Never Again
- Land of the Living
- 80s Medley
- I Don't Care
- Sylver Medley
- [Perfect Rise]
- Perfect Lie
- [Pino Plays]
- Forever
- The Sun Always Shines on TV
- Night And Day
- Run
- Walk On Water
- Against All Odds
- La Vache
- Go To Hell